# أفيكس تراكس
أفيكس تراكس عبارة عن مؤتمر يعرض في اليابان كل ثلاثة أشهر وقد شارك فيه اعداد كبيرة من الفنانين والمغنيين والفرق الكورية والصينية واليابانية تشكل بواسطة رجل الأعمال الياباني كوروساكي في نهاية عام 2014 وشارك فية تشانيول في 2015 وقد تعددت مهامة هذا المؤتمر لذا بدا بالقيام بسفارات إلى دول العالم لكي يزدادوا شهرة وقد رفع على هذا المؤتمر قضية ولاكنها فشلت بسبب ما طرحته من الكلمات الكاذبة واعلن رجل الأعمال الياباني كوروسكي بانة يعتذر على حصول هذة الفوضى في المؤتمر.

## روابط خارجية
- أفيكس تراكس على موقع IMDb (الإنجليزية)
- أفيكس تراكس على موقع ANN company (الإنجليزية)